# The Wicker Man (canción)
«The Wicker Man» es un sencillo de la banda inglesa de heavy metal Iron Maiden del álbum Brave New World, publicado en el año 2000. El título está inspirado en la película Británica homónima. No debe ser confundida con la canción "Wicker Man", del álbum lanzado como solista de Dickinson, cuyas letras se acercan más a la trama de la película.
El solo de guitarra de "The Wicker Man" es tocado por Adrian Smith, uno de los escritores del tema.
El 2001, la canción fue nominada a los premios Grammy en la categoría Mejor Interpretación de Metal, en la cual la canción ganadora fue "Elite" de Deftones.

## Lista de canciones

### Edición original
1. «The Wicker Man» (Bruce Dickinson, Adrian Smith, Steve Harris) – 4:35
2. «Futureal» (Live at Helsinki Icehall - September 15th 1999) (Blaze Bayley, Harris) – 2:58
3. «Man on the Edge» (Live at Filaforum, Milano - September 23rd 1999) (Bayley, Janick Gers) – 4:37
4. «The Wicker Man» (video) (Dickinson, Smith, Harris) – 4:35

### Edición limitada
También fue lanzada una edición limitada de "The Wicker Man", la cual contuvo 2 CD y un posted de doble cara, así como una selección de canciones en vivo, grabadas durante el Ed Hunter Tour. La versión europea también incluía un posavasos.

#### Disco uno
1. «The Wicker Man» (Dickinson, Smith, Harris) – 4:35
2. «Man on the Edge» (Live at Filaforum, Milano - September 23rd 1999) (Bayley, Gers) – 4:37
3. «Powerslave» (en vivo desde el Palau Olímpico, Barcelona - 25 de septiembre de 1999) (Dickinson) – 7:11
4. «The Wicker Man» (video) (Dickinson, Smith, Harris) – 4:35

#### Disco dos
1. «The Wicker Man» (Dickinson, Smith, Harris) – 4:35
2. «Futureal» (en vivo desde el Helsinki Icehall - September 15th 1999) (Bayley, Harris) – 2:58
3. «Killers» (en vivo desde el Róterdam - September 10th 1999) (Paul Di'Anno, Harris) – 4:28
4. «Futureal» (video en vivo) (Bayley, Harris) – 2:58

## Integrantes de la banda
- Bruce Dickinson – voz
- Steve Harris – bajista, coros
- Dave Murray – guitarrista
- Janick Gers – guitarra, coros
- Adrian Smith – guitarra, coros
- Nicko McBrain – baterista